# Анчоусы
Анчо́усы (лат. Engraulis) — род пелагических морских рыб из семейства анчоусовых (Engraulidae).

## Классификация
К роду анчоусов относят 9 видов:
- Engraulis albidus Borsa, Collet & Durand, 2004
- Engraulis anchoita Hubbs & Marini, 1935 — Аргентинский анчоус, или анчоита
- Engraulis australis (White, 1790) — Австралийский анчоус
- Engraulis capensis  Gilchrist, 1913 — Капский анчоус
- Engraulis encrasicolus  (Linnaeus, 1758) — Европейский анчоус, или азовская хамса
- Engraulis eurystole  (Swain & Meek, 1884) — Серебристый анчоус
- Engraulis japonicus  Temminck & Schlegel, 1846 — Японский анчоус
- Engraulis mordax  Girard, 1854 — Калифорнийский анчоус
- Engraulis ringens  Jenyns, 1842 — Перуанский анчоус

Все анчоусы обитают в некотором удалении от берегов, никогда не выходя в открытый океан; встречаются при температуре воды от 6 до 22 °C. Совершают суточные (вертикальные) и сезонные миграции. Максимальная длина анчоусов не превышает 20 см, но численность этих стайных рыб очень велика. По общей массе всех особей они занимают первое место среди рыб, а по числу экземпляров уступают только некоторым мелким глубоководным рыбкам, в частности циклотонам (Cyclothone). Все анчоусы — планктофаги и играют важную роль в морских трофических цепях, в свою очередь служат пищей для хищных рыб, дельфинов, кальмаров и морских птиц. Плодовитость — 20—30 тыс. икринок.

## Промысел
Анчоусы — одна из важнейших групп промысловых рыб. В 1970—1971 гг. их ежегодный вылов достиг 12—14 млн тонн, из которых 11—13 млн тонн приходились на перуанского анчоуса. В 1980-х гг. в связи с чрезмерным выловом при неблагоприятном изменении климата запасы этого вида уменьшились, но к 1990-м гг. почти восстановились в прежнем объёме. Существенную роль в промысле играют также европейский и японский анчоус. Тропические виды имеют лишь местное промысловое значение. Ловят анчоусов главным образом кошельковыми неводами.
Ценность анчоусов как объекта рыболовства в значительной степени определяется высокой жирностью этих рыб. Так, азовская хамса осенью после окончания нагула содержит 23—28 % жира. Вкусовые качества этих рыб весьма высоки. Ещё в античное время средиземноморские анчоусы высоко ценились в солёном виде и для приготовления соуса гарум; в Японии и Корее анчоусы традиционно употребляются в пищу. Однако анчоусы идут в пищу далеко не везде. Почти весь улов перуанского анчоуса, например, направляется на изготовление рыбной муки для кормления скота и удобрения полей. Много тропических анчоусов, а также японского и калифорнийского анчоуса идёт на корм для культивируемых видов рыб и на приманку для тунцеловного промысла.